# Prunus jacquemontii
{{#ifeq:0|0|{{#if:Prunus jacquemontii|{{#if:|[[]}}|[[]]}}}}
Prunus jacquemontii — вид квіткових рослин із підродини мигдалевих (Amygdaloideae).

## Біоморфологічна характеристика
Це прямовисний листопадний кущ, який зазвичай досягає 2–3.5 метрів у висоту.

## Поширення, екологія
Ареал: Таджикистан, Афганістан, Пакистан, північна Індія. Населяє кам'янисті, рідше дрібноземисті гірські схили, чагарникові зарості.

## Використання
Рослина збирається з дикої природи для місцевого використання як їжі; його також вирощують як декоративну. Плоди вживають сирими чи приготовленими; м'якуш соковитий. З листя можна отримати зелений барвник. З плодів можна отримати барвник від темно-сірого до зеленого. Оскільки вони досить стійкі до посухи, види цієї секції можуть становити інтерес як посухостійкі підщепи та як джерела посухостійких сортів шляхом схрещування з культурними сортами вишні. Вони також можуть бути корисними в незрошуваних районах вирощування фруктів як підщепа для перещеплення культивованими сортами.